# Hylaeus fuliginosus
Hylaeus fuliginosus là một loài Hymenoptera trong họ Colletidae. Loài này được Warncke mô tả khoa học năm 1970.